# Ahiram di Biblo
Ahiram di Biblo, o Aḥīrām di Biblo o Ahirom, (ossia in fenicio "Mio fratello è eccelso"; Biblo, X secolo a.C. – X secolo a.C.) è stato un re di Biblo.
Sul suo sarcofago è stata ritrovata un'importante iscrizione funeraria riguardante la sua vita, una delle prime attestate in lingua fenicia.